# Homer Simpson, This Is Your Wife
Homer Simpson, This Is Your Wife, llamado Homer Simpson, ésta es su esposa en España y Homero Simpson, ésta es tu esposa en Hispanoamérica, es un episodio perteneciente a la decimoséptima temporada de la serie animada Los Simpson, emitido originalmente el 26 de marzo de 2006 y en Hispanoamérica el 22 de octubre de 2006. El episodio fue escrito por Ricky Gervais, la estrella invitada y dirigido por Matthew Nastuk. En este episodio, Homero decide ingresar con Marge a un reality show en el cual Marge convive con un escritor fracasado cuya esposa, una prestigiosa profesora convive con Homer.

## Sinopsis
Todo comienza cuando Lenny invita a prácticamente toda la ciudad a una fiesta en su departamento, en donde les dice que se muere por contarles que ha adquirido un nuevo televisor de pantalla de plasma. Homer, inmediatamente, se enamora del novedoso aparato y de su alta definición. Poco a poco, comienza a pasar todo el tiempo en la casa de Lenny, viendo televisión. Marge envía a los niños para que convenzan a su padre de regresar, pero los dos prefieren quedarse con él. Un día, Lenny los echa de su casa.

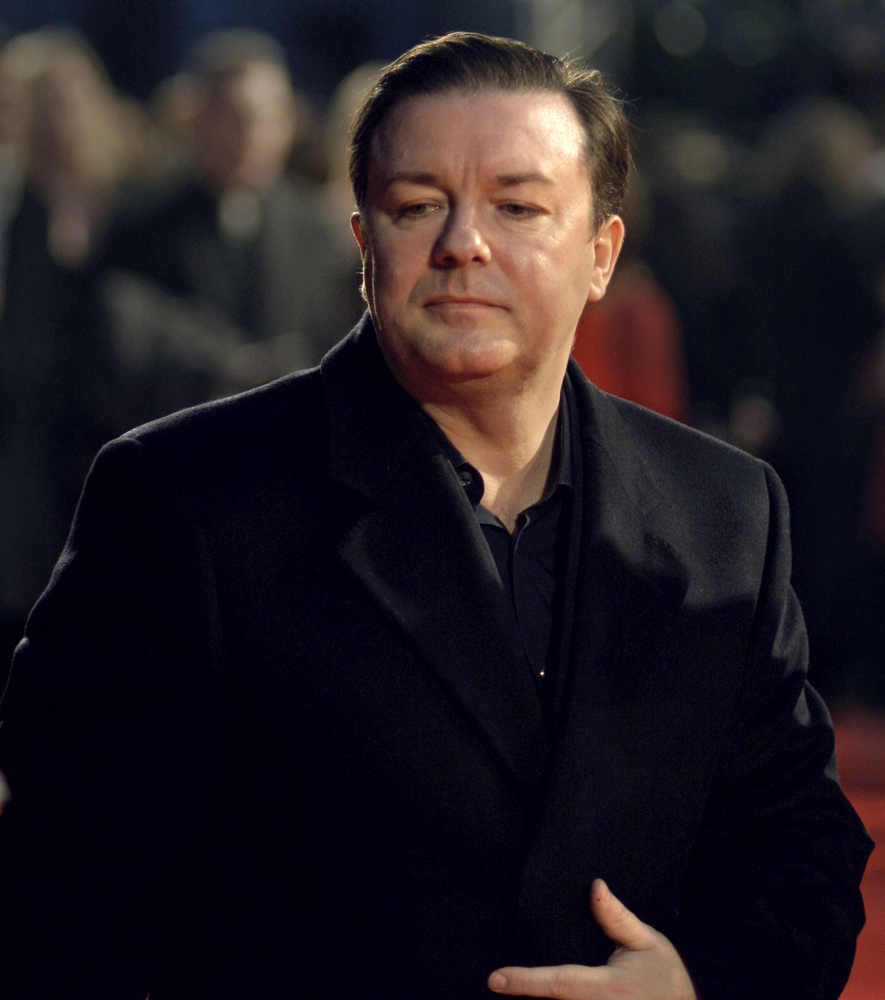
Ricky Gervais interpreta a Charles Heathbar, el nuevo "esposo" de Marge luego del intercambio de esposas hecho en el reality show.

Cuando Homer llega a su casa, ya no disfruta viendo su pequeña televisión. Marge le dice que los había anotado a ambos en un concurso, en donde el premio era un televisor de plasma. Más tarde, reciben una llamada, en donde les dicen que habían ganado como premio, también, una visita a los Estudios Fox. Allí, Homer descubre que un reality show llamado "Intercambio de Esposas" otorga como premio dinero, el cual es suficiente para comprar un gran televisor de plasma. Los ejecutivos del programa le preguntan a Homer si aceptaba que filmen su intimidad, y él acepta. Marge también acepta, aunque no tan entusiasmada como su esposo, y entran al concurso. Luego es filmada diciendo "¡Si Lo haré!", por razones comerciales. 
Cuando regresan a Springfield, el programa comienza. Marge es enviada a una linda casa, y su nuevo "marido" sería un hombre llamado Charles Heathbar, mientras que Homer recibiría a la esposa de Charles, una mujer muy estricta llamada Verity. Charles parece ser el clásico marido dominado, y se sorprende al ver que Marge es muy comprensiva y buena. Marge disfruta estando con Charles, mientras que él le insinúa cada vez más que la quiere más que a su propia esposa. Mientras tanto, Homer, Bart y Lisa tienen muchos problemas con Verity, quien imparte disciplina y les ordena todo lo que tienen que hacer. Entre otras cosas, le manda como tarea hacer un análisis de Itchy & Scratchy a Bart y de CSI: Miami a Homer. 
De vuelta en la casa de Charles, él escribe una canción de amor para Marge (con acompañamiento de guitarra), quien parece no darse cuenta de nada, hasta que él le dice que está enamorado de ella. Marge le explica que ella ama a Homer, y le dice que le debería decir a su esposa cómo se siente. Él acepta, y decide llevar a Marge de vuelta a su casa y, luego, separarse de Verity. Cuando llegan a Springfield, Homer y los niños son felices de ver a Marge. Pese a la determinación de Charles, Verity ya había decidido dejarlo, y había encontrado a un nuevo amor: Patty. Las dos se habían unido por el odio a Homer. Homer, luego, las amenaza con votar No en la Propuesta 38 (la que permitía adopción entre las parejas del mismo sexo), pero con una pequeña torcedura de brazo hecha por Patty, Homer termina quedándose sin votar. 
Finalmente, Homer toca la guitarra, expresando su amor por su nuevo televisor de plasma y, en menor medida, por Marge.

## Referencias culturales

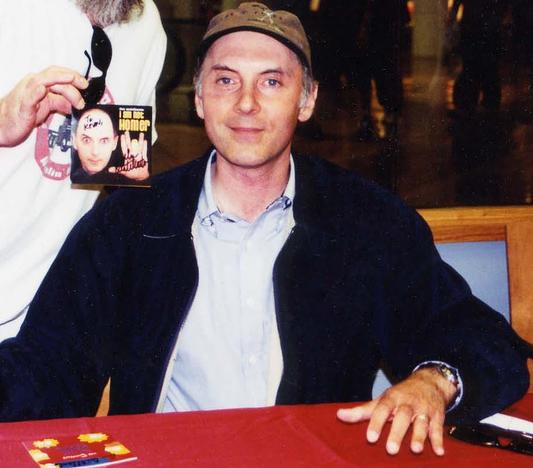
Dan Castellaneta aparece en el episodio, esta vez no solo para interpretar a Homer, sino para interpretarse a sí mismo.